# Lavalin
 (novembre 2017).
Si vous disposez d'ouvrages ou d'articles de référence ou si vous connaissez des sites web de qualité traitant du thème abordé ici, merci de compléter l'article en donnant les références utiles à sa vérifiabilité et en les liant à la section « Notes et références ».
Lavalin était une société d’ingénierie-construction québécoise basée à Montréal, aujourd'hui filiale du groupe SNC-Lavalin. Dans les années 1970 et 1980, l'entreprise connait un essor considérable sous l'impulsion de son dirigeant, Bernard Lamarre, qui avait repris la société Lalonde et Valois à son beau-père. Lavalin fusionne avec SNC (Québec) en 1991, formant ainsi la plus grosse firme d'ingénierie du Canada : SNC-Lavalin.

## Histoire

### Création et essor
Dès le milieu des années 1960, l’expansion de l’informatique avait amené Lalonde, Valois, Lamarre, Valois et Associés à créer une filiale du nom de Cosigma Inc., dont l’objectif était d’étudier les applications de l’informatique aux problèmes du génie. Comme les maillons d’une chaîne, viendront ensuite s’ajouter Lea, Benoit & Associés Ltée, consultants en génie sanitaire et en travaux municipaux, puis Jacques Déry & Associés Inc., consultants en travaux maritimes.
Pour mieux s’adapter aux nouvelles circonstances de son développement et répondre à l’importance des contrats qui lui sont confiés, la société Lalonde, Valois, Lamarre, Valois et Associés (ex-Lalonde et Valois) décide [Quand ?] de réunir toutes ses sociétés sous une seule entité corporative, Lavalin Inc, qui devient donc propriétaire des filiales du Groupe. Dès 1971, Lavalin obtient une importante part des contrats de gestion des projets hydro-électriques de la Baie James (« projet du siècle »). La société profite de ce tremplin pour se diversifier en achetant des firmes spécialisées dans les autres domaines du génie : industriel, mines et métallurgie, pétrochimie, énergie thermique et nucléaire, etc.
La société s’intéresse également aux projets à l’extérieur du Canada, notamment dans les pays en voie de développement. Plusieurs autres filiales sont créées, acquises ou affiliées à l’entreprise. Photographic Surveys Inc., une firme spécialisée dans la photographie aérienne, la cartographie, la photo-interprétation géologique, la géophysique aéroportée, le géocodage et la télédétection à partir de satellites devient une nouvelle division en 1968 sous le nom de Photosur Inc. Des économistes du Groupe donnent naissance à Éconosult. Dès 1972, le Groupe obtient une grande partie du contrat de gérance du Complexe La Grande (14,6 milliards de dollars) et plusieurs des filiales sont mises à contribution. Le groupe participa aussi à l’aménagement de l’Aéroport international Montréal-Mirabel, l’aménagement du Parc olympique de Montréal, la construction de l’autoroute Ville-Marie et à de nombreux autres projets industriels, hydro-électriques ou écologiques sur l’ensemble du territoire canadien.
En 1973, l’ingénieur André Marsan forme la compagnie André Marsan & Associés Inc. (AMAI), filiale dont le mandat est principalement d’effectuer les études dans les domaines de l’écologie et de l’environnement. La même année est créée la société Hydrogéo Canada Inc., filiale vouée aux travaux hydrologiques et aux problèmes de la gestion des eaux. En 1976, Partec est créée pour la réalisation « clés en main » d’usines pétrochimiques et de traitement du gaz, Petrotech Lavalin pour les pipelines, Ebastec Lavalin pour les centrales thermiques, et Socodécembre pour les projets industriels « clés en main » dans le monde francophone.
Cette addition de nouvelles sociétés spécialisées se poursuit tout au long des années 1970. Fort de son développement, Lavalin consolide sa position au Canada dans le domaine du génie, de la construction et des études technico-économiques. Lavalin fait aussi l'acquisition de Fenco et Geocon, dont les sièges sociaux sont situés à Toronto et dont plusieurs bureaux sont établis dans la majorité des provinces canadiennes. En 1975, à la veille de son quarantième anniversaire, le Groupe emploie plus de 2 500 personnes dans des disciplines dont l’éventail couvre tous les champs d’activité du génie. Lavalin possède des bureaux à Dakar, Paris, Bogota, Manille, Port-au-Prince, Nairobi, Riyad et Alger. Elle est active en Mauritanie, au Bénin (installations portuaires), au Sri Lanka, en Côte d’Ivoire et au Niger, au Nigeria, en Bolivie, etc.
En 1977, la société Lamarre, Valois International est renommée Lavalin International Inc.

### La croissance continue
En 1980, Lavalin fait l’acquisition de la firme torontoise James F. MacLaren Limited, spécialisée dans le traitement des eaux, des déchets industriels et nucléaires. L’année suivante, en 1981, Lavalin acquiert une compagnie de Colombie-Britannique offrant des services d’ingénierie dans le domaine des usines de sciage et des produits du bois, King, Murphy & Associates Ltd. En 1982, l’acquisition du Groupe Shawinigan ajoute d’un coup plus de 1 000 employés au personnel déjà existant, faisant de Lavalin une des plus importantes sociétés canadiennes dans le domaine de l’énergie électrique.
Fin 1982, Lavalin traverse des restructurations. Les régions dans lesquelles le Groupe est implanté se dote d’unités locales (10 pour le Canada), et 4 centres régionaux sont formés : Montréal, Toronto, Calgary et Vancouver.
En 1983, Lavalin Offshore Inc, pour l'exploration de l’Arctique, plates-formes d’exploration et de forage, pipelines sous-marins, etc.
En 1983, Lavalin signe une convention d’association avec le groupe français Lafarge Coppée pour donner naissance à un groupement dont Lavalin acquiert 70 %. Cette opération donne à Lavalin un accès direct aux marchés européens et russes. Quatre nouvelles divisions et de trois centres régionaux : Lafarge Coppée Lavalin à Paris, Coppée Courtoy et Coppée Lavalin à Bruxelles, et Coppée Engineering à Londres. Ces nouvelles filiales européennes fournissent une assistance technique pour l’exploitation de cimenteries à la construction d’usines de produits chimiques et pétrochimiques, ainsi que pour les travaux de forage en mer à partir de plates-formes. À la même époque, Lavalin étudie un projet de barrage en Chine, on fournit de l’équipement de forage au Kenya, on s’occupe de transport d’électricité au Cameroun, de désulfuration du gaz en URSS, de pastillage du soufre en Arabie saoudite, de développement urbain en Indonésie, on résout des problèmes d’approvisionnement en eau au Bhutan et on construit même un monument commémoratif dans des délais très courts en Algérie. En 1986, Lavalin fait partie d'un consortium chargé d'étudier la faisabilité d'une centrale hydraulique dans les Trois Gorges en Chine.
En 1986, le Groupe Lavalin rassemble près de 6 000 employés. Il contrôle 62 divisions et 18 sociétés associées réparties d’un océan à l’autre, présentes sur tous les continents et actives dans plus de 50 pays. Lavalin s’implante aussi États-Unis. Lavalin Corporation s’installe au Michigan, dans la région de Détroit. En 1986, Lavalin a fait l’acquisition de la firme américaine E & B Cowan Ltd. and Cowan International  pour créer Cowan Lavalin Inc. et accroître son expertise dans le domaine des pâtes et papiers. Au Canada, Lavalin réalise l’aluminerie de Bécancour (Pechiney) et l’achèvement du mât et du toit du Stade olympique de Montréal.
Une nouvelle filiale dans le domaine des biotechnologies, LavalinTech, est la première société du Groupe à émettre des actions publiques.
Au début de son deuxième cinquantenaire, Lavalin cherche à élargir son champ d’activité traditionnel, celui de la consultation, de l’ingénierie et de la construction, à trois autres grands secteurs : l’immobilier, la santé et l’industrie. Dans les années 1985 et 1986, deux nouveaux holdings voient le jour : Lavalin Entreprises Inc., créé pour gérer les intérêts du Groupe Lavalin dans les petites et moyennes industries faisant appel à son expertise, puis Lavalin Industries Inc. qui est chargé de la gestion des intérêts du Groupe Lavalin dans la grande industrie par l’entremise de ses deux filiales, Kemtec et UTDC. Toujours en 1986, le Groupe Lavalin met sur pied le holding de sous-groupe Prodevco, chargé du développement immobilier, de l’acquisition et de la gestion d’édifices. Avec la création de Lavalin Santé, le groupe consolide sa présence dans le secteur de la santé. Sanitech Lavalin permet au Groupe Lavalin d’exploiter des ouvrages de traitement d’eau ou de déchets et d’offrir à ses clients des projets clés en main.
En 1986, Lavalin se trouve au premier rang des firmes canadiennes, au cinquième rang des firmes d’ingénieurs-conseils au monde, et au trentième rang des plus importantes compagnies d’ingénierie et de construction. À la fin des années 1980, l’entreprise poursuit sa diversification avec l’acquisition d’entreprises manufacturières dont UTDC (matériel roulant pour transport en commun) et Kemtec (pétrochimie). Cette dernière s’avère une coûteuse affaire rendant précaires les finances de l’entreprise qui doit déposer son bilan à la suite d'une opération spéculative sur la revente d'avions civils. Cet effondrement l'amènera à fusionner avec SNC (Québec) en 1991, formant ainsi la plus grosse firme d'ingénierie du Canada : SNC-Lavalin.